# Philip Van Isacker
Pour les articles homonymes, voir Van Isacker.
Philip Van Isacker (né le 18 décembre 1884 à Thourout et mort le 11 mars 1951 à Bruxelles) est un homme politique belge membre du Parti catholique. Il est ministre dans divers gouvernements de 1931 à 1938.

## Biographie
Philip Van Isacker, né le 18 décembre 1884 à Thourout, est le fils de Philogeen Isacker, pharmacien, et d'Aline Huyghebaert. Il se marie avec Charlotte Prove et il est le père du jésuite et historien Karel Van Isacker et de l'écrivain Frans Van Isacker (nl).
Il était docteur en philosophie et lettres, avocat et professeur.
Après la Première Guerre mondiale, il est élu en 1919 député à la Chambre des représentants. Il en est questeur de 1927 à 1931. Il est élu conseiller communal à Malines en 1921.
Au niveau ministériel, il est ministre des Transports de 1931 à 1932 (dans le gouvernement Renkin), ministre des Affaires économiques en 1934-1938  (dans les gouvernements Theunis II, Van Zeeland I, Van Zeeland II et Janson). En 1935, il fait d'abord l'intérim de ministre des Travaux publics puis devient titulaire de ce portefeuille ministériel.
Il était également président de la Ligue des familles nombreuses, membre du Conseil général du l'Université catholique de Louvain et vice-président de la Kredietbank.
À la suite de son décès le 11 mars 1951 à Bruxelles, ses funérailles sont célébrées à l'église Notre-Dame de la Cambre le 14 mars 1951.

## Distinctions
Il a reçu de nombreuses distinctions belges et étrangères, parmi lesquelles :
- Grand officier de l'ordre de Léopold (Belgique).